# Pseudobryobia longisetis
Pseudobryobia longisetis är en spindeldjursart som först beskrevs av Reck 1947.  Pseudobryobia longisetis ingår i släktet Pseudobryobia och familjen Tetranychidae. Inga underarter finns listade i Catalogue of Life.